# 砂の器
『砂の器』（すなのうつわ）は、松本清張の長編推理小説。1960年5月17日から1961年4月20日にかけて『読売新聞』夕刊に連載され（全337回。連載時の挿絵は朝倉摂）、同年7月に光文社（カッパ・ノベルス）から刊行された。
東京都内、大田区蒲田駅の操車場で起きた、ある殺人事件を発端に、刑事の捜査と犯罪者の動静を描く長編小説。清張作品の中でも特に著名な一つ。ハンセン病を物語の背景としたことでも知られ、大きな話題を呼んだ。ミステリーとしては、方言周圏論に基づく設定（東北訛りと「カメダ」という言葉が事件の手がかりとなる）が重要な鍵となっている。
1974年に松竹で映画化、またTBS系列で2回、フジテレビ系列で3回、テレビ朝日系列で2回の7度テレビドラマ化され、その都度評判となった。

## あらすじ
5月12日の早朝、国電蒲田操車場内で、男の殺害死体が発見された。前日の深夜、蒲田駅近くのトリスバーで、被害者と連れの客が話しこんでいたことが判明するが、被害者のほうは東北訛りのズーズー弁で話し、また二人はしきりと「カメダ」の名前を話題にしていたという。当初「カメダ」の手がかりは掴めなかったが、ベテラン刑事の今西栄太郎は、秋田県に「羽後亀田」の駅名があることに気づく。
付近に不審な男がうろついていたとの情報も得て、今西は若手刑事の吉村と共に周辺の調査に赴く。調査の結果は芳しいものではなかったが、帰途につこうとする二人は、近年話題の若手文化人集団「ヌーボー・グループ」のメンバーが、駅で人々に囲まれているのを目にする。「ヌーボー・グループ」はあらゆる既成の権威を否定し、マスコミの寵児となっていたが、メンバーの中心的存在の評論家・関川重雄の私生活には暗い影が射していた。他方、ミュジーク・コンクレート等の前衛音楽を手がける音楽家・和賀英良は、アメリカでその才能を認められ名声を高めることを構想していた。
殺人事件の捜査は行き詰まっていたが、養子の申し出から、被害者の氏名が「三木謙一」であることが判明する。養子の三木彰吉は岡山県在住であり、三木謙一が東北弁を使うはずがないと述べたため、今西は困惑するが、専門家の示唆を受け、実は島根県出雲地方は東北地方と似た方言を使用する地域であること（雲伯方言、出雲方言）を知り、島根県の地図から「亀嵩」の駅名を発見する。今西は亀嵩近辺に足を運び、被害者の過去から犯人像を掴もうとするが、被害者が好人物であったことを知るばかりで、有力な手がかりは得られないように思われた。
続いて第二・第三の殺人が発生し、事件の謎は深まっていくが、今西は吉村の協力を得つつ苦心の捜査を続ける。他方「ヌーボー・グループ」の人間関係にも微妙な変化が進んでいた。長い探索の末に、今西は犯人の過去を知る。
捜査はやがて、本浦秀夫という一人の男にたどり着く。秀夫は、石川県の寒村に生まれた。父・千代吉がハンセン病にかかったため母が去り、やがて村を追われ、やむなく父と巡礼（お遍路）姿で放浪の旅を続けていた。秀夫が7歳のときに父子は、島根県の亀嵩に到達し、当地駐在の善良な巡査・三木謙一に保護された。三木は千代吉を療養所に入れ、秀夫はとりあえず手元に置き、のちに篤志家の元へ養子縁組させる心づもりであった。しかし、秀夫はすぐに三木の元を逃げ出し姿を消した。
大阪まで逃れた秀夫は、おそらく誰かのもとで育てられた、あるいは奉公していたものと思われる。その後、大阪市浪速区付近が空襲に遭い、住民の戸籍が原本・副本ともに焼失した。当時18歳の秀夫は戸籍の焼失に乗じて、和賀英蔵・キミ子夫妻の長男・和賀英良として年齢も詐称し、新たな戸籍を作成していた。一連の殺人は和賀英良こと本浦秀夫が自身の過去を知る人間を消すためのものだったのである。

## 主な登場人物
原作における設定を中心に記述。
今西 栄太郎（いまにし えいたろう）
警視庁捜査一課の巡査部長。俳句を詠むことが趣味。45歳。
吉村 弘（よしむら ひろし）
蒲田警察署の若手刑事。東北行きでは今西に同行。
和賀 英良（わが えいりょう）
「ヌーボー・グループ」の一人で、天才的な音楽家。28歳。本名は本浦秀夫だがその過去や戸籍は改竄し詐称しており、一連の事件はその隠蔽のために行われた。電子音楽とその機器にも精通しており、超音波を殺人に用いた。
関川 重雄（せきかわ しげお）
「ヌーボー・グループ」の一人で、評論家。27歳。和賀とは表面上では好意的な付き合いをしているが、その内心では不快に感じておりライバル視している。（映画には登場しない）
田所 佐知子（たどころ さちこ）
新進彫刻家で、和賀の婚約者。農林大臣となる田所重慶の娘。
三浦 恵美子（みうら えみこ）
関川の愛人。銀座のバー「クラブ・ボヌール」の女給。今西の妹が経営するアパートへ引っ越してくる。妊娠の判明後に出産を希望する恵美子を疎ましく思った関川は超音波を用いた流産を和賀に依頼するが、その処置中に事故で死亡してしまう。（映画では設定変更され成瀬リエ子と役割が統合されている）
宮田 邦郎（みやた くにお）
青山の劇団に所属する俳優。30歳。成瀬リエ子に好意を持っていたがそこに付け込まれて、リエ子から依頼され和賀への捜査の攪乱に協力してしまう。その後は今西と接触し、捜査に協力的な姿勢を見せていたが口封じのため和賀の用いた超音波により心臓麻痺を引き起こされて殺害される。（映画には登場しない）
成瀬 リエ子（なるせ リエこ）
劇団の事務員。25歳。今西の自宅近所のアパート（今西の妹のものとは異なる）へ引っ越してくる。和賀の愛人であり、その犯行を隠蔽する協力者。和賀への絶望から自殺する。（映画には登場しない）
三木 謙一（みき けんいち）
蒲田操車場殺人事件の被害者で、元島根県警の亀嵩駐在所巡査部長。東北弁に似た言葉を話す。
三木 彰吉（みき しょうきち）
岡山県江見町の雑貨商。三木謙一の養子。
桐原 小十郎（きりはら しょうじゅうろう）
亀嵩算盤老舗を営む。三木謙一と親しかった。俳句に造詣が深い。
本浦 千代吉（もとうら ちよきち）
本浦秀夫の父でハンセン病患者。妻に去られた後は秀夫を連れて放浪していた。小説では他界した人物として言及されるが、映画版など幾つかの映像化ではまだ存命で終盤で今西が訪問するシーンがある。

## 執筆と取材

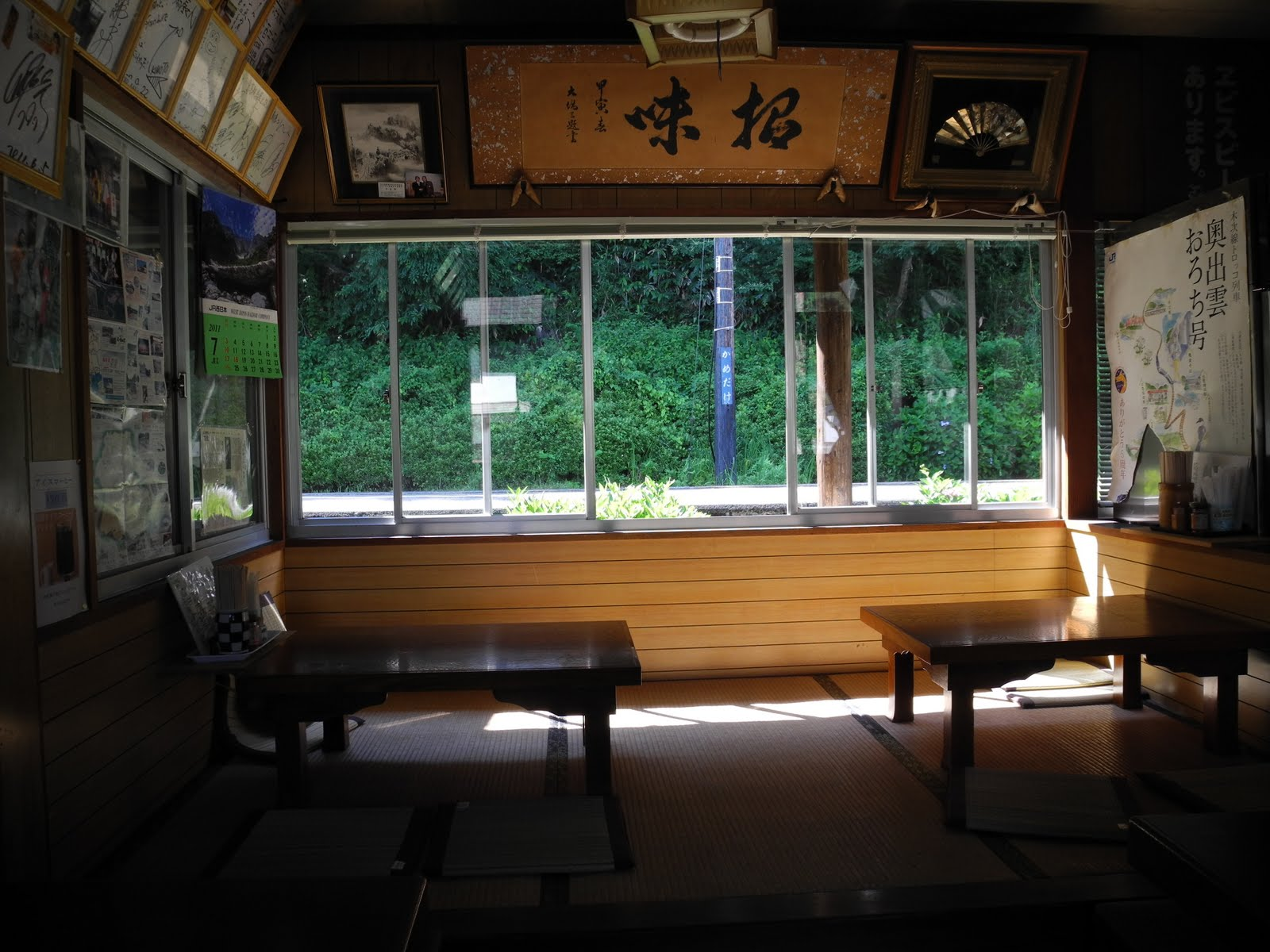
亀嵩駅構内で営業する蕎麦屋「扇屋」では、松本清張が亀嵩駅を訪問した時の写真や、俳優など映像化作品関係者のサインが展示されている。

雑誌『旅』1955年4月号に掲載されたエッセイ「ひとり旅」で、著者は以下のように記している。「備後落合というところに泊った（中略）。朝の一番で木次線で行くという五十歳ばかりの夫婦が寝もやらずに話し合っている。出雲の言葉は東北弁を聞いているようだった。その話声に聞き入っては眠りまた話し声に眼が醒めた。笑い声一つ交えず、めんめんと朝まで語りつづけている」。この経験が、のちに本作の着想に生かされたと推定されている。このエッセイで書かれた旅は、著者が父・峯太郎の故郷・鳥取県日南町を初めて訪問した1948年1月に行われたとみられ、亀嵩の地名を著者が知ったのはこの時期のことと推測されている。
本作を担当した読売新聞の編集者・山村亀二郎の回想によれば、本作はズーズー弁・超音波・犯人および刑事の心理を3本の柱として連載が始められた。超音波については實吉純一の著書『電気音響工学』（1957年）が参考にされ、實吉の当時勤務していた東京工業大学を取材で訪問した。カッパ・ノベルス版刊行の約2年後『宝石』に掲載された著者の創作ノートには「いま、超音波で手術ができるわけです。メスの代りに超音波によって切るんですが、メスでは届かないところでも、超音波だと届く。順天堂でやっていますが、そういうことから考えれば、殺人だってできるんじゃないか、というのが一つの発想。それから「ヌーボー・グループ」と書いてあるけれども、いわゆる「ヌーヴェルヴァーグ」の波に乗って、いろいろと景気の良い若い人たちが出てきたでしょう、今までの芸術を一切否定するとか...そういう人たちをちょっとカリカチュアライズして書いた」と記されている。
小説中の登場人物の出雲地方の方言の記述に関しては、正確を期すため、読売新聞松江支局の依頼を通じて、亀嵩地域の方言の話者による校正が行われた。その際、亀嵩算盤合名会社の代表社員・若槻健吉も協力した。作中では捜査員による方言の確認先として国立国語研究所（本作連載当時は東京・千代田区に所在）が登場する。その場面に出てくる桑原文部技官のモデルを、当時同研究所に勤務していた言語学者の柴田武に比定する推測もあるが、本作の速記を担当していた福岡隆によれば、本作内の方言論の記述は柴田に取材したものではないとされている。小西いずみ「松本清張『砂の器』における「方言」と「方言学」」（『都大論究』第42号掲載）では、小説第六章に記述されている「中国地方の方言のことを書いた本」『出雲国奥地における方言の研究』などに関して、著者が実在の研究文献の記述を再構成し記述していることを論証している。
小説ラストの羽田空港の場面に関しては、場所の設定のため、編集者の山村と挿絵の朝倉摂が、3日にわたって空港を訪れ、取材を行った。

## 評価
カッパ・ノベルス版の刊行後、大井廣介は「社会悪に持って行かず、あえて推理小説を世に問おうとした気組みに、好意を持った」、中島河太郎は「最後の殺人のメカニズムというのは、具合が悪い（中略）果して使用していいトリックかどうか疑問ですね」と評している。

## 影響
手がかりが「東北訛りのカメダ」という手法は、後に映画『踊る大捜査線 THE MOVIE 2 レインボーブリッジを封鎖せよ!』にて、本作のオマージュとして使用された。

## 記念碑
| 湯野神社大鳥居横の記念碑 |  | 記念碑正面 |
| 湯野神社大鳥居横の記念碑 |  | 記念碑正面 |

| 小説の一節が刻まれた記念碑裏面 |  | 記念碑脇の叙事碑 |
| 小説の一節が刻まれた記念碑裏面 |  | 記念碑脇の叙事碑 |

本作では島根県奥出雲町（発表当時は仁多町）にある、亀嵩の地名とズーズー弁が鍵を握る設定であり、この地方が広く知られるきっかけとなったことから、亀嵩駅の東約3キロ、湯野神社大鳥居横に砂の器記念碑が建立され、1983年10月23日に除幕式が行われた。建立については亀嵩観光文化協会、記念碑建設実行委員会が中心となり、経費は地域住民からの寄付と地域外からの募金で賄われた。
記念碑正面には「小説 砂の器 舞台の地」と刻まれ、記念碑裏側には、小説の一節（第六章4節からの引用）が刻まれている。また記念碑脇の叙事碑の末尾には「早春に東北訛の奥出雲」と刻まれている。

## 翻訳
- 『Inspector Imanishi Investigates』（英語: Soho Crime）
- 『Le vase de sable』（フランス語: Philippe Picquier）
- 『Come sabbia tra le dita』（イタリア語: Il Giallo Mondadori）
- 『El castillo de arena』（スペイン語: Libros del Asteroide）
- 『砂器』（中国語: 南海出版公司など）
- 『모래그릇』（朝鮮語: 동서문화사（東西文化社））

## 映画
1974年製作。松竹株式会社・橋本プロダクション第1回提携作品。松本清張原作の映画の中でも、特に傑作として高く評価されてきた作品。英語題名『Castle of Sand』。平成元年（1989年）「大アンケートによる日本映画ベスト150」（文藝春秋発表）第13位。現在ではDVD化・Blu-ray化されている。

### 受賞
- 第29回毎日映画コンクール大賞（日本映画）・脚本賞（橋本忍・山田洋次）・監督賞（野村芳太郎）および音楽賞（芥川也寸志・菅野光亮）
- 第48回キネマ旬報ベスト・テン脚本賞(橋本忍・山田洋次)
- 第12回ゴールデンアロー賞映画賞（スタッフ）
- ゴールデングロス賞特別賞
- モスクワ国際映画祭審査員特別賞および作曲家同盟賞
- 1974年度日本映画テレビ技術協会・映画技術賞／富士フィルム賞（川又昻）

### あらすじ（映画）
警視庁捜査一課の今西栄太郎と、西蒲田警察署の吉村弘は、昭和46年6月24日の早朝に発生した国電蒲田操車場内の撲殺事件捜査のため、秋田県の羽後亀田を訪れていた。遺体発見現場には蒲田駅近くのトリスバーの広告マッチが落ちており、そこから事件の前夜に被害者と「白いシャツを着た若い男」がその店を訪れ、被害者が東北訛りのズーズー弁と「カメダ」という単語を出していたことがわかったためである。しかし、不審な人物が村内をうろついていたという報告はあったものの、事件の手掛かりは掴めない。帰途に就く両刑事は新幹線の食堂車で、新鋭気鋭の音楽家・和賀英良の姿を目撃する。
被害者の身元も判らず、返り血を浴びているであろう犯人のシャツを初めとする証拠品も見つからず、捜査本部は解散して警視庁の継続捜査に切り替わる。捜査担当から外れた吉村は、新聞の紀行欄で「山梨県塩山市付近を走る中央本線の車窓から、紙吹雪を撒いている女を見た」というコラムを見つけ、その「紙吹雪」は細切れにされたシャツではないかという疑念を抱く。新聞記者から「紙吹雪の女」は高級クラブのホステス・高木理恵子であることを聞き出した吉村は事情聴取に向かうが、理恵子はしらを切った挙句、いつの間にか店内から姿を消した。
8月9日。岡山県の雑貨商・三木彰吉の届け出により、被害者が彰吉の養父・謙一と判明する。三木謙一は6月10日に四国～近畿旅行を兼ねたお伊勢参りに出て、伊勢から葉書を出した後に行方不明となっていた。しかし三木は東北地方に縁はなく、東京に向かう予定もなかったという。国立国語研究所を訪れた今西は、三木が20年前まで警官として赴任していた島根県出雲地方と東北地方の方言の共通点を知り、奥出雲の亀嵩（カメダケ）へ向かって三木の過去を調査する。だがわかったのは、当時の三木は極めて善良な模範的巡査で、怨恨を向けられる可能性は皆無であることのみだった。
吉村は中央線沿線をしらみつぶしに探し、遂に三木の血痕が付着したシャツの断片を発見する。捜査員全員が再招集され、高木理恵子の捜索が開始されるが、理恵子は愛人の和賀の指示に従って住所を変え、潜伏していた。一方、今西は休暇を利用して自費で伊勢を訪れ、三木の上京理由を調査する。二見浦の旅館に投宿した三木は映画を観た後、翌日の出発を遅らせて再度映画館を訪ね、その夜に宿を発っていた。
警視庁に戻った今西は、亀嵩村赴任中の三木が助けた乞食が、石川県出身の本浦千代吉とその息子・秀夫の父子だったことを知り、三木との繋がりを求めて石川県上沼郡大畑村に向かう。その頃、東京の和賀は、恋人の田所佐知子の父である前大蔵大臣・田所重喜の後援を受けながら新曲「宿命」の制作に没頭する一方、自らの子を身ごもった理恵子に中絶を求めていた。深夜に高円寺で密会した和賀と理恵子は喧嘩別れするが、その後に理恵子は流産し、大量出血で死亡してしまう。理恵子の所持品に身元を表す品は無く、行き倒れ人として処理されることになる。
二見浦と大畑村で得た情報を基に、今西は大阪府浪花町へ向かう。本浦秀夫と和賀英良の年齢が一致していること。元々の和賀家の戸籍は大阪大空襲で焼失し、現戸籍は英良の自己申告によって再生されたものであること。当時自転車屋を営んでいた和賀家を知る人曰く、空襲で死亡した和賀夫妻に実子はなく、代わりに奉公の子供をかわいがっていたこと。今西はこれらの情報から、秀夫が英良と同一人物だと断定する。
10月2日。「宿命」の初公演日、今西は三木謙一殺害の容疑者として、和賀英良こと本浦秀夫の逮捕状を請求する。今西の指示で和賀を尾行していた吉村により、理恵子の死を知らず彼女のアパートを訪れた和賀の指紋が採取され、凶器となった岩に付着した指紋との照合が完了したのである。以後、和賀が指揮する「宿命」の演奏に合わせ、和賀の回想と今西の推理が並行して展開される。
昭和17年夏。当時不治の病と言われたライ病に侵された本浦千代吉は、男手ひとつで育てていた6歳の秀夫を連れて、故郷を去ることを余儀なくされた。2年の放浪を経て亀嵩村に流れ着いた父子は三木巡査に保護され、千代吉は国立療養所送りとなり、秀夫は紆余曲折を経て三木家で育てられる。しかし秀夫はまもなく失踪し、大阪で奉公人となり、戸籍を捏造して進学した大学で音楽の才を認められた。長い時が経ち、伊勢参り中の三木は、映画館に飾られていた映画会社社長夫妻と選挙遊説中の田所一家、そして和賀が並んで写る写真を目撃した。和賀が秀夫だと確信した三木はその足で東京へ向かい、和賀に連絡を取ったのだった。
今西は現在も存命している千代吉の元を訪れ、和賀の写真を見せるが、千代吉は何かを悟ったかのように慟哭した後、今西の質問に「そんな人知らねぇ」と答え続けた。だが、千代吉と三木の文通には、千代吉が秀夫との再会を願い続け、三木はその願いに応えようとしていることのみが記されていた。父と再会すれば現在の仕事が崩壊することを知っていた和賀は、強引にでも自分を連れ出しかねない三木を、遂に殺害してしまったのである。
今西と吉村は逮捕状を持って「宿命」公演会場を訪れる。最早、音楽を通してしか父と再会できない和賀と、彼を複雑な表情で見つめる両刑事の後に、各地を放浪する在りし日の本浦父子の回想を映し、物語は幕を閉じる。

### スタッフ（映画）
- 製作：橋本忍、佐藤正之、三島与四治
- 製作協力：シナノ企画、俳優座映画放送
- 製作補：杉崎重美
- 企画：川鍋兼男
- 原作：松本清張
- 脚本：橋本忍、山田洋次
- 監督：野村芳太郎
- 音楽監督：芥川也寸志
- 作曲・ピアノ演奏：菅野光亮
  - 演奏・特別出演：東京交響楽団
  - 指揮：熊谷弘
- 撮影：川又昻
- 美術：森田郷平
- 録音：山本忠彦
- 調音：松本隆司
- 効果：福島幸雄
- 照明：小林松太郎
- 編集：太田和夫
- 助監督：熊谷勲
- 進行：長島勇治
- 製作主任：吉岡博史
- スチル：金田正
- 製作宣伝：船橋悟

### キャスト（映画）
- 今西 栄太郎：丹波哲郎
警視庁捜査一課警部補[20]
- 吉村 弘：森田健作
西蒲田警察署刑事課巡査[21]
- 和賀 英良/本浦 秀夫：加藤剛
天才ピアニスト兼作曲家
- 本浦 秀夫（少年期）：春田和秀
- 本浦 千代吉：加藤嘉
秀夫の父。ハンセン病に侵されている
- 高木 理恵子：島田陽子
高級クラブ「ボヌール」のホステス（和賀の愛人）
- 田所 佐知子：山口果林
前大蔵大臣・田所重喜の令嬢。和賀と婚約予定
- 田所 重喜：佐分利信（特別出演）*クレジット上では特別出演記載なし
前大蔵大臣。和賀の後援者
- 三木 謙一：緒形拳
元亀嵩駐在所巡査
- 三木 彰吉：松山省二
謙一の養子
- 三木 謙一の妻：今井和子
- 三木の元同僚・安本：花沢徳衛

- 警視庁捜査一課長：内藤武敏
- 警視庁捜査一課捜査三係長・黒崎警部：稲葉義男
今西刑事の上司
- 捜査本部刑事：丹古母鬼馬二、山崎満、松波喬介、渡辺紀行、山本幸栄、田畑孝、高橋寛、北山信、千賀拓夫、浦信太郎、中川秀人、沖秀一、三島新太郎
- 三森署署長：松本克平
- 三森署の若い巡査(ジープ運転)：加藤健一
- 亀田署員：山谷初男
- 亀田署の刑事：森三平太
- 亀田の旅館「朝日屋」主人：今橋恒
- 村の巡査：浜村純
本浦親子を村から追い出す巡査
- 毎朝新聞記者・松崎：穂積隆信
毎朝新聞土曜ガイド欄の信州特集で、コラム「紙吹雪の女」を載せる。筆名は川野英造。
- 国立国語研究所地方方言研究室・桑原技官：信欣三
- 理恵子の勤めるクラブ「ボヌール」のホステス・明子：夏純子
- 理恵子の勤めるクラブ「ボヌール」のママ：村松英子（クレジット上では記載なし）
- 理恵子の住むアパート「若葉荘」住人：野村昭子
- 伊勢の旅館「扇屋」主人：瀬良明
- 伊勢の旅館「扇屋」女中：春川ますみ
- 伊勢の映画館「ひかり座」事務員：田辺和佳子（クレジット上では記載なし）
- バァー「ろん」[22]のホステス・大塚きみ子：猪俣光世
- バァー「ろん」のホステス：高瀬ゆり
- バァー「ろん」のバーテン：別所立木
- 西蒲田署刑事・筒井：後藤陽吉
- 西蒲田署署長：西島悌四郎
- 西蒲田刑事課長：土田桂司
- 世田谷の安原外科病院の院長：櫻片達雄
- 世田谷の安原外科病院の院長の妻：村上記代
- 世田谷署の巡査：久保晶
- 警視庁刑事：今井健太郎、山本幸栄、小森英明、原田君事
- 警視庁科学検査所技師：藤田朝也（クレジット上ではひらがな名義）
- 浪速区役所係員：松田明
- 浪速区役所女係員：吉田純子
- 恵比須町の巡査：中本維年
- 和賀の友人：菊池勇一、大杉雄二、伊東辰夫
- 亀嵩の農家の主婦：水木涼子
- 三木の元同僚：高木信夫
- 慈光園の係員：戸川美子
- 田所の秘書：加島潤
- 料亭の女中：坂田多恵子
- 列車のウエイトレス：東風弓子
- 山下 妙：菅井きん
千代吉を知る縁者（義理の姉）
- 桐原 小十郎：笠智衆
- 通天閣前の商店街の飲食店組合長：殿山泰司
- 伊勢の映画館「ひかり座」支配人：渥美清（友情出演）*クレジット上では友情出演記載なし

### 映画版の特徴
『砂の器』のテーマ曲であるピアノと管弦楽のための組曲「宿命」を劇的に使っていることが最大の特徴といえる。テーマ曲のみならず、邦画の音楽費が相場100万円の時代に、本作は300万円がかけられ、映画『犬神家の一族』が公開されるまでは、邦画で最も音楽にお金をかけた作品であった。

#### クライマックス
劇中での和賀は、過去に背負った暗くあまりに悲しい運命を音楽で乗り越えるべく、ピアノ協奏曲「宿命」を作曲・初演する。
物語のクライマックスとなる捜査会議（事件の犯人を和賀と断定し、逮捕状を請求する）のシーン、和賀の指揮によるコンサート会場(撮影は埼玉会館が使用されている)での演奏シーン、和賀の脳裏をよぎる過去の回想シーンにほぼ全曲が使われ、劇的高揚とカタルシスをもたらしている。回想シーンでは、和賀英良が父と長距離を放浪していた際、施しを受けられず自炊しながら生活する様子、子供のいじめにあい小学校を恨めしそうに見下ろす様子、命がけで父を助け和賀少年がケガを負う様子などが描写されている。原作者の松本清張も「小説では絶対に表現できない」とこの構成を高く評価した。

#### 原作と異なる点
- 今西・吉村が利用した列車が時代にあわせて変化しているほか（亀嵩へ向かう際、原作では東京発の夜行列車で1日かけてもたどり着かなかったが、映画版では当時の主流であった新幹線と特急を乗り継いで向かっている）、和賀英良の戸籍偽造までの経緯も異なっている[注 5]。
- 中央線の車窓からばら撒かれた白い物（犯行時に血痕が着いたシャツの切れ端）は原作では今西が拾い集めたことになっているが、映画版では今西が被害者の生前の経歴調査の出張の間に吉村が1人で発見し、独断で鑑識課へ持って行ったことになっている。
- 原作ではハンセン（氏）病への言及は簡潔な説明に止められているが（言及箇所は第六章・第十七章中の2箇所）、映画版では主に橋本忍のアイデアにより、相当の時間が同病の父子の姿の描写にあてられている。
- 今西刑事がハンセン（氏）病の療養所を訪問するシーンは原作にはなく、映画版で加えられた[25]。
- 映画版では、和賀英良は原作の前衛作曲家兼電子音響楽器（現在でいうシンセサイザー）研究家から、天才ピアニスト兼、ロマン派の作風を持つ作曲家に設定変更された。
- 殺人の動機については、今西が「同人は自己の将来のために、あるいは自己の地位の防衛のために、三木謙一の殺害を思い立ったのでございます」と、原作では説明されているが、ノンフィクション作家、映画・音楽評論家の西村雄一郎は「それでは動機が単純すぎる。なぜなら、この善人の固まりのような警官に懇願すれば、彼は他人の秘密を口外するようなことは絶対にしない人物だからだ」と述べた上で、映画における改変を指摘している。最初のシナリオでは、捜査一課長に「生涯の恩人の三木、夢にまで見た息子の秀夫、そしてまだ生きている自分…突然に結びついたこの三つの関係を、どうしても断ち切りたくて、ついに恩人の三木を殺してしまった」と動機を説明させて、その後に今西刑事に「宿命でしょうな」と言わせている。完成した映画では、捜査会議における台詞の代わりに、生きていた本浦千代吉に和賀を会わせようとした三木に「会えば今やりかけちょる仕事がいけんようになるちゅうて、なんでそげんなこと言うだらか。ワシには分らん。たった一人の親 - それも、あげな思いをしてきた親と子だよ。秀夫、ワシゃあ、お前の首に縄…縄付けてでも、引っ張っていくから、来い！一緒に。秀夫」という、オリジナル・シナリオにはない言葉を入れたことによって「和賀は、自分の暗い過去を思い出し、頭で抱くイメージの中で父に会っていた。そのイメージを大切にし、芸術的に昇華させて、『宿命』という作品を作っていた。ところが、その重要な創作の中途で、生きている父に会わされそうな立場に落とされたのだ。会えば、そのイメージは崩壊し、今まで構築してきた芸術作品は一気に崩れてしまう」「自分は強引に父の前に引き立てられるに違いない。そう思った和賀は、被害者を殺さざるを得なかったのだ」と解釈している。西村はこの解釈が正しいかを野村芳太郎に直接聞いてみたが「監督はただニヤニヤしながら、正しいとも正しくないとも言わなかった」と記している[26]。
- 原作の超音波発生器の設定に関しては、映画では採用されず、以降の映像化作品でも省略されている。

#### 「宿命」
「宿命」は音楽監督の芥川也寸志の協力を得ながら、菅野光亮によって作曲された。なお、サウンドトラックとは別に、クライマックスの部分を中心に二部構成の曲となるように再構成したものが、『ピアノと管弦楽のための組曲「宿命」』としてリリースされた。
2014年には『砂の器』公開40周年として、ビルボードジャパンにて西本智実指揮による組曲「宿命」が演奏された。

### 製作
『砂の器』製作以前に、橋本忍脚本・野村芳太郎監督のコンビは、『張込み』『ゼロの焦点』の映画化で松本清張から高評価を得ていた。『砂の器』を連載するに当たって、清張は二人に映画化を依頼している。しかし、送られてくる新聞の切り抜きを読みながら、橋本は「まことに出来が悪い。つまらん」と映画化に困難を感じるようになり、半分ほどで読むのを止めてしまった。しかし清張自らの依頼を断るわけにもいかず、ともかくロケハンに亀嵩まで出かけて行った。そこで後述する山田洋次とのやりとりがあり、帰京した後、わずか三週間、宿に籠っただけで脚本を書き上げた。後に橋本は「父子の旅だけで一本作る。あとはどうでもいいと割り切っていたからね。手間のかからん楽な仕事だった」と述べている。しかし、野村芳太郎が旅のシーンを撮り始めた矢先、企画はいったんお蔵入りになってしまう。当時の松竹社長・城戸四郎の命令によるものだという（予算が膨大にかかることが予測された上、「大船調」を確立させた城戸が、殺伐とした刑事映画を好まなかったことなどが反対の理由だといわれる）。
本映画の脚本を橋本と担当した山田洋次は、シナリオの着想に関して、以下のように回想している。「最初にあの膨大な原作を橋本さんから「これ、ちょっと研究してみろよ」と渡されて、ぼくはとっても無理だと思ったんです。それで橋本さんに「ぼく、とてもこれは映画になると思いません」と言ったんですよ。そうしたら「そうなんだよ。難しいんだよね。ただね、ここのところが何とかなんないかな」と言って、付箋の貼ってあるページを開けて、赤鉛筆で線が引いてあるんです。「この部分なんだ」と言うんです。「ここのところ、小説に書かれてない、親子にしかわからない場面がイメージをそそらないか」と橋本さんは言うんですよ。「親子の浮浪者が日本中をあちこち遍路する。そこをポイントに出来ないか。無理なエピソードは省いていいんだよ」ということで、それから構成を練って、書き出したのかな」。さらに、構成に関して、以下のように振り返っている。「三分の一くらい書いたときに、橋本さんがある日、妙に生き生きとしているんですよ「ちょっといいこと考えた」「（前略）その日は和賀英良がコンサートで自分が作曲した音楽を指揮する日なんだよ。指揮棒が振られる、音楽が始まる。そこで刑事は、和賀英良がなぜ犯行に至ったかという物語を語り始めるんだ」「音楽があり、語りがある、それに画が重なっていくんだ」（以上橋本）、ということで、それからは早かったですね」。他方橋本は、そのような構成を取る構想は最初からあったかという（白井佳夫の）質問に対して、「昔から人形浄瑠璃をよく見てた。だから右手に義太夫語りがいて、これは警視庁の捜査会議でしゃべっている刑事。普通はその横に三味線弾きがいるけど、逆に三味線弾きは数を多くして全部左にいる。真ん中の舞台は書き割りだけど親子の旅。お客は刑事を見たければ刑事のほうを見ればいい。音楽聞きたければ三味線弾きを見ればいい。舞台の親子の旅を見たければ舞台を見ればいい。そういう映画をつくるのが頭からあったわけ」と答えている。
橋本忍の父親は亡くなる直前、橋本のシナリオ２作品を枕元に置いていた（橋本の妻が父親にシナリオを送っていた）。その作品とは『切腹』と、その時点では映画化が宙に浮いていた『砂の器』だったという。そして、「お前の書いたホンで読めるのはこの2冊だけだ。出来がいいのは『切腹』の方だが、好きなのは『砂の器』だ」と言い、「砂の器」が映画化されれば絶対当たると述べたという。これが橋本忍に映画化を決意させるきっかけになった。
橋本忍は松竹に『砂の器』の映画化を断られた後、東宝、東映、大映に企画を持ち込むが、いずれも「集客が困難」という理由で断られている。業を煮やした橋本は、ついに製作のため、1973年に「橋本プロダクション」を設立した。野村芳太郎も「どうしてもこれを撮りたい」と希望したことで、当時東宝の製作の担当重役であった藤本真澄が橋本忍と話し合い、東宝での『砂の器』製作を内定、野村芳太郎も「松竹を離れてもやる」としていた。しかしその後、松竹専属の野村監督を東宝に貸し出すことを躊躇した城戸が翻意し、松竹・橋本プロの共同製作を橋本に持ち掛けた。橋本は、それを聞いて激昂したが、野村の顔を立てるにはやはり古巣の松竹での映画化が望ましいと考えて城戸と交渉、松竹での製作が決定した。製作費に関しては、橋本プロダクションと折半することで決着がつけられた。
橋本忍が最初に本映画のタイトルとして考えていたのは、クライマックスの音楽と同じく「宿命」だった。理由は原作の「砂の器」の「器」が読みにくいと考えたためだった。そのため、最初の準備稿では表紙に「砂の器－宿命－」と書かれている。丹波哲郎も「宿命」というタイトルを推したが、「『砂の器』の方が売りやすい」と橋本が翻意し、原作通りとなった。
映画監督の黒澤明は『砂の器』のシナリオを読み、一蹴した。映画の撮影開始前、黒澤は電話で橋本忍を自宅に呼び出して言った。「君と野村君を引き合わせたのは僕だし、僕にも多少の責任があると思って、『砂の器』の脚本を読んだ」「この本はメチャクチャだ」「シナリオの構成やテニヲハを心得ているお前にしては、最もお前らしくない本だ。冒頭に刑事は、東北へ行って何もしないで帰ってくる。映画ってのは直線距離で走るものだ。無駄なシーンを書いてはいけない。それに愛人が犯人の血の付いたシャツを刻んで、中央線の窓から飛ばす。そんなものはトイレにジャーッと流せばいいじゃないか」と批判した。これは「チェーホフの銃」を念頭に置いた発言だと考えられる。そのうえで、「これを野村君に渡しといてくれ」と、クライマックスの演奏会シーンの絵コンテとカメラ位置を指示した紙を橋本に渡した。結局、橋本は黒澤の言葉を全て無視した。映画『砂の器』は公開後、大ヒットした。それを見た黒澤は、何も言わなかった。
映画の撮影は、1973年の冬から1974年の初秋までの、約10カ月間にわたって行われた。ロケ地は、原作に登場する蒲田や出雲地方に止まらず、阿寒湖、竜飛崎、北茨城など、日本各地で行われている。なお、亀嵩駅は本映画のロケでは使用されず（駅の看板のみ使用）、出雲八代駅、八川駅がロケ地となっているが、これは、撮影の直前に亀嵩駅の駅舎が手打ちそば屋に衣替えされ、これが撮影に不向きと判断されたことが理由とされている。
クライマックスの「父子の旅」の撮影は、橋本忍と橋本プロダクションのスタッフ総勢11名の少人数で行われた。これは松竹のスタッフを使う場合、俳優が出る場面には労働条件としてスタッフ全員が付くという決まりがあり、予算が高騰化する虞があったためである。そうした独立プロによる製作が、四季の長期撮影を本邦で初めて可能にした。しかしそうして撮影した膨大なフィルムを、橋本は自らの手でわずか十分にまとめ、脚本にも書かれ、実際には録音していた台詞も全てカットしてしまった。橋本はその理由を「映像を見る光の速さより、音の速さはかなり遅い。セリフが入ると観客はその意味内容の解釈に気を取られて、画に没入できなくなる」と説明している。野村芳太郎は、セリフ無しの映像に不安を感じて、「セリフ有りバージョン」も試してみたが、ちょうど『八甲田山』の準備で橋本プロを訪れた森谷司郎がそれを見て、橋本に「セリフ入れないのが正解でしたよ」と進言したという。
本浦秀夫の少年期を演じた春田和秀はそれまでセリフのある役を経験しており、本作で初めてセリフのない役を演じた。本人はセリフなしで感情を表現することにとても不安を感じたが、NGを出しても父親役の加藤嘉が温かく助言してくれたことが精神的支えになった。また、加藤の迫力ある演技に引っ張られ、春田も徐々に感情表現が上手くできるようになったという。春田は、加藤の演技で個人的に印象深いシーンとして、「父子でおかゆを分け合って食べるシーン」を挙げている。用意されたおかゆはそれほど熱くはなかったが、加藤はリアルな動きで“熱々なおかゆ”を表現し、間近で見ていた春田もその演技に内心度肝を抜かれたという。
本作で三木謙一を演じた緒形拳は、出演依頼の話が来た際に監督の野村芳太郎に「和賀の親父の本浦千代吉の役をやりたい」と熱望し売り込んだが、「この役は映画化の話が決まった時から加藤嘉さんに決まっている」と断られたという。
丹波哲郎は、捜査会議室で千代吉の手紙を読むシーンの演技において、涙が止まらず、何度も同じシーンが撮り直しになった。後にこの涙について「自分のセリフに感動して、声が詰まってしまった。」と明かしていた。

### ハンセン病の描写について
映画において、ハンセン病の元患者である本浦千代吉と息子の秀夫（和賀英良）が放浪するシーンや、ハンセン病の父親の存在を隠蔽するために殺人を犯すという場面について、全国ハンセン氏病患者協議会（のち「全国ハンセン氏病療養所入所者協議会」）は、ハンセン病差別を助長する他、映画の上映によって“ハンセン病患者は現在でも放浪生活を送らざるをえない惨めな存在”と世間に誤解されるとの懸念から、映画の計画段階で製作中止を要請した。しかし製作側は「映画を上映することで偏見を打破する役割をさせてほしい」と説明し、最終的には話し合いによって「ハンセン氏病は、医学の進歩により特効薬もあり、現在では完全に回復し、社会復帰が続いている。それを拒むものは、まだ根強く残っている非科学的な偏見と差別のみであり、本浦千代吉のような患者はもうどこにもいない」という字幕を映画のラストに流すことを条件に、製作が続行された。協議会の要望を受けて、今西がハンセン病の患者と面会するシーンは、シナリオの段階では予防服着用とされていたが、ハンセン病の実際に関して誤解を招くことから、上映作品では、背広姿へと変更されている。

## テレビドラマ
これまで朝日放送・フジテレビ・テレビ朝日の3局で7回ドラマ化されている。いずれの作品も本浦千代吉の「ハンセン氏病」の描写が変更されている（1962年版については不明）。

### 1962年版
朝日放送製作、TBS系列で、1962年2月23日と3月2日に「近鉄金曜劇場」枠（20:00-21:00）で放送されたテレビドラマ（全2回）。和賀英良は新進前衛作曲家の設定となっており、宣伝用のスチール写真では、原作同様の超音波発生器が登場している。詳細は資料がなく不明。

#### キャスト（1962年版）
- 今西栄太郎：高松英郎
- 吉村弘：月田昌也
- 関川重雄：天知茂
- 田所佐知子: 美杉てい子
- 三浦恵美子: 千秋みつる
- 伊勢の旅館の主人：黒沢真一
- 片沢睦郎: 藤沢宏
- 和賀英良：夏目俊二
- 香月京子、飯沼慧、山村弘三、稗田敦子、内田朝雄、吉川佳代子、楠義孝

#### スタッフ（1962年版）
- 脚本：大垣肇
- 制作：朝日放送

| TBS 近鉄金曜劇場                   | TBS 近鉄金曜劇場           | TBS 近鉄金曜劇場                                |
| 前番組                             | 番組名                     | 次番組                                          |
| ---------------------------------- | -------------------------- | ----------------------------------------------- |
| ひょうたんと駒 （1962.2.9 - 2.16） | 砂の器 （1962.2.23 - 3.2） | 榎物語 （原作：山本周五郎） （1962.3.9 - 3.16） |

### 1977年版
フジテレビ系列で、1977年10月1日 - 11月5日に「ゴールデンドラマシリーズ」枠（22:00-22:54）で放送されたテレビドラマ（全6回）。事件発生を1974年に設定している。
1985年2月22日に「金曜女のドラマスペシャル」枠（21:02-23:22）で再編集版が放送された。また、1992年に松本清張が逝去した時にも追悼番組として放映された。全6回版がDVD化されている。
本浦千代吉の疾病については「精神疾患」へと変更されている。

#### キャスト（1977年版）
- 今西栄太郎：仲代達矢
- 三原雪子：真野響子
- 田所佐知子：小川知子
- 成瀬リエ：神崎愛
- 関川重雄：中尾彬
- 吉村弘：山本亘
- 宮田邦郎：小川真司
- 三浦恵美子：奈美悦子
- 三木謙一：本郷淳
- 三木彰吉：佐々木剛
- 桐原小十郎：信欣三
- 成瀬しず江：月丘千秋
- 花江（吉村の恋人）：水沢アキ
- 捜査一課長：鈴木瑞穂
- 本浦千代吉：坂本長利
- 田所の妻：幾野道子
- 成城署刑事：入川保則
- 旅館の仲居：田坂都
- 上杉医師：武内亨
- 国語研技官：松村彦次郎
- 蒲田署刑事：森幹太
- TV司会者：小林大輔
- 第一発見者（第2話）：隆大介
- 亀嵩の巡査：山谷初男
- クラブのママ：川口敦子
- 旅館の亭主：浜田寅彦
- 映画配給会社の社員：矢野宣
- 浪速区の老婆：千石規子
- 劇団「民衆座」事務員（かわぐちいずみ）：宮崎恭子
- 田所重喜：小沢栄太郎
- 和賀英良：田村正和

#### スタッフ（1977年版）
- 監督：富永卓二
- 脚本：隆巴
- 音楽：菊池俊輔
- 企画：村上光一
- プロデューサー：松木征二、中村寿男
- 制作：フジテレビ、俳優座映画放送

#### DVD版発売
上記の通り再編集単発版の放送もあったが、2008年12月、77年全6回版がDVD-BOX（3枚組／発売：ポニーキャニオン）で発売された。
2009年3月にはDVD単巻レンタルも開始され、2023年現在、VOD配信でも視聴可能。再編集単発版でのソフト発売、配信はなされていない。
| フジテレビ系 土曜22時枠 【当番組よりゴールデンドラマシリーズ】 | フジテレビ系 土曜22時枠 【当番組よりゴールデンドラマシリーズ】 | フジテレビ系 土曜22時枠 【当番組よりゴールデンドラマシリーズ】 |
| 前番組                                                         | 番組名                                                         | 次番組                                                         |
| -------------------------------------------------------------- | -------------------------------------------------------------- | -------------------------------------------------------------- |
| エメロンナイト レディーファースト ↓ 単発特番                   | 砂の器 （フジテレビ版）                                        | 霧氷                                                           |

### 1991年版
テレビ朝日系列で、1991年10月1日（20:02-22:24）に、「松本清張作家活動40年記念各局競作シリーズ」として製作（各局2作品の清張作品を創った）、放送されたテレビドラマ（全1回）。第9回ATP賞ベスト21番組選出作品。
本作では本浦千代吉はハンセン氏病患者ではなく、犯罪を犯して息子とともにお遍路を装って逃亡を続けていたが亀嵩に到着して意を決し駐在巡査だった三木謙一に自首した、という設定に改められている。

#### キャスト（1991年版）
- 今西栄太郎：田中邦衛
- 田所佐知子：国生さゆり
- 吉村弘：伊原剛志
- 成瀬リエ子：岡まゆみ
- 三木謙一：下條アトム
- 本浦千代吉：高橋長英
- 関川重雄：船越英一郎
- 宮田邦郎：北詰友樹
- 三浦恵美子：矢代朝子
- 田所重喜：渥美國泰
- クラブのママ：赤座美代子
- 桐原小十郎：奥村公延
- 捜査一課長：中尾彬
- 今西芳子：大空眞弓
- 和賀英良：佐藤浩市

#### スタッフ（1991年版）
- プロデューサー：柳田博美（大映テレビ）、坂梨港(電通)
- 監督：池広一夫
- 脚本：竹山洋
- 撮影：椎塚彰
- 照明：木村政作
- 録音：土屋和之
- 音楽：小六禮次郎
- 制作：大映テレビ

#### ソフト版・再放送
民放4局が局跨ぎで同一作家の諸作を一年にわたって制作する、という画期的企画の一環として放送され、シリーズ放送終了翌年の1993年8月、「松本清張・特選12選」として本作も含むVHS版全12巻セットが発売された。同年11月に単売も始まり、VHS版単巻レンタルも同時開始されて、視聴が容易となった。
レンタルソフトの主流がVHSからDVDに移って以降も、DVD版などへの移行・再発売は行われていないが、BS・CSで時折再放送されている。

### 2004年版
TBS系「日曜劇場」枠で、2004年1月18日から3月28日まで全11話構成で放送された。

#### キャスト（2004年版）
- 和賀英良：中居正広
天才人気ピアニスト。31歳。
- 成瀬あさみ：松雪泰子
劇団「響」の舞台役者。30歳。原作には登場しないオリジナルキャラクター。
- 関川雄介：武田真治
様々な分野で活躍中のジャーナリスト。30歳。
- 田所綾香：京野ことみ
元農林水産省大臣・田所重喜の娘で和賀の恋人。27歳。
- 吉村雅哉：永井大
蒲田西署巡査。27歳。
- 唐木イサム：松岡俊介
劇団「響」の主宰者・麻生譲の演出助手。30歳。
- 宮田誠：岡田義徳
劇団「響」の衣裳係。27歳。
- 本浦房：かとうかずこ
- 本浦秀夫（英良の子供時代）：齋藤隆成
- 扇原玲子：佐藤仁美
東京都内の高級クラブで働くホステスで関川の恋人。
- 桐野カヲル：佐藤めぐみ
- 三木博：佐藤二朗
謙一の弟。
- 今西純子：森口瑤子
今西の妻。
- クラブ「rain」のママ：根本りつ子
- 「大家旅館」の女将：茅島成美
- 「文化座」の支配人：斎藤洋介
- 「光緑園」の園長：大森暁美
- 佐々木健次：石丸謙二郎
捜査一課刑事。
- 野口信吾：芹澤名人
- 黒木肇：辻萬長
捜査一課管理官。原作には登場しないオリジナルキャラクター。
- あさみの父：大高洋夫
- あさみの叔母：和泉ちぬ
- 三木佐代子：広岡由里子
三木の妻。
- 大崎医師：江藤漢斉
- 下田明：甲本雅裕
- 桐原小十郎：織本順吉
- 麻生譲：市村正親
劇団「響」の主宰者。55歳。
- 田所重喜：夏八木勲
元農林水産省大臣。60歳。
- 三木謙一：赤井英和
蒲田操車場殺人事件の被害者。60歳。
- 本浦千代吉：原田芳雄
本浦秀夫の父親。現在も病気で床に伏せている。63歳。
- 今西修一郎：渡辺謙
警視庁捜査一課警部補。45歳。

#### スタッフ（2004年版）
- 脚本：龍居由佳里
- 音楽：千住明
- プロデューサー：伊佐野英樹、瀬戸口克陽
- 演出：福澤克雄、金子文紀、山室大輔
- 選曲：御園雅也
- 編集：松尾茂樹
- 撮影協力：西日本旅客鉄道山口地域鉄道部(1)(10)(11)、秩父鉄道(1)(4)(5)(8)、横浜みなとみらいホール(1)(3)、東京国際フォーラム(1)、日本工学院専門学校(1)(3)、串間市(1)、阿東町(1)(4)、東日本旅客鉄道秋田支社(2)、岩城町(2)(11)、九十九里町(2)、川崎市(2)(9)(10)、伊根町(2)、竹野町(2)、西日本旅客鉄道(2)(4)、岩崎村(3)(11)、彩の国さいたま芸術劇場(3)(4)(5)(6)(7)(8)、国立国語研究所(3)、三井ガーデンホテル蒲田(3)、仁多町(4)(10)(11)、津和野町(4)、小湊鉄道(5)(7)(11)、いすみ鉄道(5)(11)、ホテルイースト21東京(5)(6)、東京ドームホテル(6)、寺家ふるさと村(6)、上尾市(8)、東村(8)、大宮ソニックシティ(8)(10)(11)、東京都現代美術館(9)、東京都水道局(9)(11)、松崎町(10)、積丹町(11)、神恵内村(11)、初山別村(11) ほか（以上、カッコ内は登場話数）
- 音楽協力：日音
- 制作：TBSエンタテイメント
- 製作著作：TBS

#### 受賞歴
- 第40回ザテレビジョンドラマアカデミー賞[38][39]
  - 主演男優賞（中居正広）
  - 助演男優賞（渡辺謙）
  - 主題歌賞（DREAMS COME TRUE）
  - 劇中音楽賞（千住明）
- 第14回TV LIFE年間ドラマ大賞[40]
  - 作品賞
  - 主演男優賞（中居正広）
  - 主題歌賞（DREAMS COME TRUE『やさしいキスをして』）

#### サブタイトル
| 各話                                                       | 放送日        | サブタイトル       | 演出     | 視聴率 | 備考 |
| ---------------------------------------------------------- | ------------- | ------------------ | -------- | ------ | ---- |
| 第1話                                                      | 2004年1月18日 | 宿命が、痛み出す   | 福澤克雄 | 26.3%  | 69分 |
| 第2話                                                      | 2004年1月25日 | 目撃者             | 福澤克雄 | 20.3%  |      |
| 第3話                                                      | 2004年2月1日  | もう戻れない悲しみ | 金子文紀 | 19.4%  |      |
| 第4話                                                      | 2004年2月8日  | 亀嵩の謎           | 金子文紀 | 16.7%  |      |
| 第5話                                                      | 2004年2月15日 | 崩れ始めた嘘の人生 | 福澤克雄 | 19.1%  |      |
| 第6話                                                      | 2004年2月22日 | 迫り近づく刑事の影 | 山室大輔 | 18.8%  |      |
| 第7話                                                      | 2004年2月29日 | 絶対に隠したい秘密 | 福澤克雄 | 18.6%  |      |
| 第8話                                                      | 2004年3月7日  | 聞こえてきた父の声 | 金子文紀 | 18.6%  |      |
| 第9話                                                      | 2004年3月14日 | 逃亡               | 山室大輔 | 15.8%  |      |
| 第10話                                                     | 2004年3月21日 | 宿命・最終楽章前編 | 福澤克雄 | 18.2%  | 59分 |
| 最終話                                                     | 2004年3月28日 | 完結編・宿命の再会 | 福澤克雄 | 21.5%  | 69分 |
| 平均視聴率 19.6%（視聴率は関東地区・ビデオリサーチ社調べ） |               |                    |          |        |      |

#### 日曜劇場版の特徴
2019年版ドラマに至るまでのすべての映像化作品の中で唯一、和賀英良を主人公にしている。
スタッフロールで「潤色：橋本忍・山田洋次」と表示されるなど、映画版での「潤色」と同様の設定がされ、ピアノ協奏曲『宿命』（演奏会では和賀自らがピアノを演奏する）が印象的に用いられた。『宿命』の作曲は千住明による書き下ろしで、ピアノ演奏は羽田健太郎がつとめた。
親子の放浪の理由が「和賀英良（本浦秀夫）の父・本浦千代吉が、集落の中で唯一ダム工事の住民投票に賛成票を投じたといういわれなき理由で村八分にされた結果、妻が急病になった際集落の医師から診療を拒否され、誰にも助けてもらえないまま病死するに至ったことに憤怒し、村中の家に放火して26人を殺害したため」という設定にされている。村中に放火するという設定は、原作者が津山三十人殺しについて記したドキュメント「闇に駆ける猟銃」から引用されたものである。その後千代吉は三木の秀夫への配慮により、亀嵩から離れた大阪で逮捕されたものの、公判中に不治の病に倒れ、秋川医療刑務所に収監されている設定となっている。
この変更については、時代の変化という理由もさることながら、川辺川ダムをめぐる一連の騒動や、放送前年の2003年11月に黒川温泉（熊本県）のホテルで起きたハンセン病元患者宿泊拒否事件も大きく影響している。
また、舞台を2004年としており、時代の整合性の問題から、和賀の戸籍偽造について「秀夫が亀嵩から逃亡した後長崎で保護され孤児院にいた際、小学校の同級生で1982年の長崎大水害で一家を含む地区の住民全員が亡くなった和賀英良の自宅近くにいるところを偶然救助隊に発見され、その機会に乗じて和賀英良の名を名乗った」と変更されている。その他、捜査の過程で行われる鑑識による証拠品の鑑定で、原作の時代にはまだなかったDNA鑑定が用いられるなどの違いも存在する。
亀嵩駅のシーンの撮影については、映画版同様別の駅が使用され、本作では山口線篠目駅がロケ地に使用された。

#### 楽曲
主題歌
- 「やさしいキスをして」DREAMS COME TRUE

挿入曲
- ピアノ協奏曲「宿命」（作・編曲：千住明、指揮：小松長生、演奏：日本フィルハーモニー交響楽団、コンサート・マスター：木野雅之、ピアノ：羽田健太郎）

| TBS 日曜劇場                                 | TBS 日曜劇場                     | TBS 日曜劇場                             |
| 前番組                                       | 番組名                           | 次番組                                   |
| -------------------------------------------- | -------------------------------- | ---------------------------------------- |
| 末っ子長男姉三人 （2003.10.12 - 2003.12.21） | 砂の器 （2004.1.18 - 2004.3.28） | オレンジデイズ （2004.4.11 - 2004.6.20） |

### 2011年版
テレビ朝日系列で、2011年3月12日・13日に2夜連続で放送される予定だったが、3月11日に発生した東北地方太平洋沖地震（東日本大震災）に伴うANNを含む各局にて非常報道体制が取られた為、中止。当初予定から半年後の2011年9月10日・11日の2夜連続に日時を改めて放送された。テレビ朝日では2回目のドラマ化となる。本ドラマは刑事・吉村の視点で物語が描かれていく構想となっている。脚本を手がける竹山洋はテレビ朝日版1回目（1991年版）ドラマでも脚本を書いており、当時の脚本を改稿して、本作に用いている。
視聴率は第一夜16.6%、第二夜13.1%（ビデオリサーチ調べ、関東地区）。DVD化・Blu-ray化されている。
この放送中止から延期放送に至るまでは、視聴者からの要望が大きかったことと、3月放送予定の時の14社中9社のアドバタイザーに引き続き提供した。
本ドラマでは、原作の時代設定に沿った形で映像化されているが、上記のように、物語が吉村の視点で描かれている他、一部オリジナルキャストの登場や、2004年版同様、親子の放浪理由が変更されており、本浦千代吉が殺人容疑で逮捕され、証拠不十分で釈放されたものの、村人達からの疑惑の目に耐え切れず息子・秀夫を連れ放浪の旅に出たとされている。
2012年10月に発表された東京ドラマアウォード2012で、作品賞優秀賞（単発ドラマ）を受賞した。

#### キャスト（2011年版）
- 吉村 弘：玉木宏（西蒲田署刑事 / 幼少期：澤畠流星）
- 山下 洋子：中谷美紀（毎朝新聞記者 / オリジナルキャラクター）
- 和賀 英良：佐々木蔵之介（作曲家 / ヌーボーグループ）
- 今西 栄太郎：小林薫（警視庁捜査一課刑事）
- 田所 佐知子：加藤あい（彫刻家 / 和賀の婚約者）
- 関川 重雄：長谷川博己（評論家 / ヌーボーグループ）
- 宮田 邦郎：山口馬木也（劇団「波」俳優 / リエ子の遺体第一発見者）
- 三浦 恵美子：紺野まひる（銀座clubアムールホステス / 失血死）
- 三木 彰吉：原田龍二（三木謙一の息子 / 雑貨商）
- 川野 英造：森本レオ（大学教授 / 第一夜のみ）
- 桑原教授：かとうかず子（国立国語研究所言語学者 / 第一夜のみ）
- 支配人：六平直政（伊勢あさひ映画館 / 第二夜のみ）
- 山田信次：今井雅之（冒頭で登場した拳銃強盗殺人犯 / 第一夜のみ）
- 澄子：烏丸せつこ（伊勢二見旅館女将 / 第二夜のみ）
- 中山：合田雅吏（警視庁捜査一課刑事）
- 刑事：橋本一郎（警視庁捜査一課）
- 長崎：近童弐吉（西成城署刑事）
- BARボヌールバーテンダー：デビット伊東（第一夜のみ）
- 成瀬 リエ子：吉田羊（銀幕スター杉浦秋子付き人兼劇団「波」女優 / 自殺）
- 吉田：河西健司（警視庁鑑識課科学検査所技官 / 第一夜のみ）
- 上杉：小林隆（上杉医院内科医 / 第二夜のみ）
- 社長：立川三貴（伊勢あさひ映画館 / 田所重喜と同郷の親友 / 第二夜のみ）
- 住職：山田明郷（第二夜のみ）
- 田中：木下ほうか（大阪浪速東区役所市民課戸籍係係長 / 第二夜のみ）
- 三木 謙一：橋爪功（岡山県の雑貨商 /元島根県亀嵩駐在所巡査）
- 田所 重喜：小林稔侍（民友党代議士のちに農林大臣 / 佐知子の父親）※特別出演
- 本浦 千代吉：山本學（秀夫の父 / お遍路の途中で病に倒れる / 第二夜のみ）
- 辰井：榎木孝明（警視庁捜査一課課長）
- 桐原 小十郎：米倉斉加年（お茶の先生 / 三木謙一の旧友）
- 秋田県亀田北警察署長：平泉成（第一夜のみ）
- 山下 妙：江波杏子（本浦千代吉の義姉 / 第二夜のみ）
- 黒崎：大杉漣（警視庁捜査一課係長）
- 田島警部：西村雅彦（警視庁捜査一課刑事）

その他
- 名曲喫茶エデンマスター：蟷螂襲（第一夜のみ）
- すみこ：松島紫代（BARボヌール給仕）
- 駅員：松永吉訓（蒲田操車場の遺体第一発見者 / 第一夜のみ）
- 鑑識：窪田弘和（第一夜のみ）
- 監察医：藤沢徹衛（第一夜のみ）
- 秋田県亀田北警察署員：澤田誠（第一夜のみ）
- 旅館女将：まつむら眞弓（第一夜のみ）
- 酒蔵の店主：福本清三（第一夜のみ）
- 吉村 妙子：杉山優奈（吉村弘の妹 / 空襲で死亡）
- 律子：藤井ゆきよ（銀座clubアムールホステス）
- 刑事：井上肇（西成城署 / 第二夜のみ）
- 婦人警官：中山京子（警視庁 / 第二夜のみ）
- 家政婦：前川恵美子（関川重雄邸 / 第二夜のみ）
- 引越し業者：谷口高史（第二夜のみ）
- 看護婦：高橋知代（上杉医院 / 第二夜のみ）
- 医師：北川肇（里原市民病院 / 第二夜のみ）
- 課長：細川純一（大阪浪速東区役所市民課 / 第二夜のみ）
- 三木 フエ（謙一の妻）：鈴川法子（第二夜のみ）
- 本浦 秀夫：青木淳耶（三木謙一の世話になるが後に失踪 / 第二夜のみ）

#### スタッフ（2011年版）
- ナレーション：三上博史
- 脚本：竹山洋
- 音楽：沢田完
- 監督：藤田明二
- 撮影：川田正幸
- 録音：松陰信彦
- プロダクション協力：東映太秦映画村
- 撮影協力：大阪市、原田神社、大阪ロケーション・サービス協議会、美咲町、加古川市、片上鉄道保存会、京都工芸繊維大学、京都大学防災研究所阿武山観測所、京都府庁旧本館、京都府立植物園、交通科学博物館、神戸税関、神戸フィルムオフィス、三岐鉄道、西日本旅客鉄道、信楽高原鐵道、新神戸オリエンタルアベニュー、兵庫県公館、三菱自動車工業 ほか
- 音楽協力：テレビ朝日ミュージック
- チーフプロデューサー：五十嵐文郎
- プロデューサー：藤本一彦（テレビ朝日）、河瀬光（東映）、小野川隆（東映）
- 制作：テレビ朝日、東映

### 2019年版
フジテレビの開局60周年ドラマとして、2019年3月28日（19:57 - 22:54）で放送された。平均視聴率は11.1%、瞬間最高視聴率は12.1%。本作では父親が殺人犯という設定になっている。時代背景が昭和中期から平成に代えているので、本浦秀夫（和賀英良）による当時の法律の穴（空襲で主要都市の役所にあった書類が消失したので、特例として本人名乗り出による申請認可）を利用した戸籍改ざんトリックが使えず、死亡届が出されていなかった死人の戸籍を借りるというトリックに代えている。

#### キャスト（2019年版）
- 今西 栄太郎：東山紀之（警視庁捜査一課 刑事）

顔面を強く殴打されて殺害された身元不明死人の事件を追う。
- 和賀 英良/本浦 秀夫：髙橋來→中島健人（天才作曲家）

村八分にされた千代吉と共に逃れ、三木に確保されるが…逃亡して、一度は別の家の里子になるも、血のつながりのない弟妹が生まれたので、疎まれて再び逃亡、康介のもとに身を寄せる。
- 本浦 千代吉：柄本明（本浦秀夫の父）

秀夫とともに逃げるが、三木に確保されて、医療施設に収容される。
- 成瀬 梨絵子：土屋太鳳（バー「ワルキューレ」に勤めるバーテンダー、和賀の愛人）[44]

和賀の愛人。「三木」のことで利用された後、用済み邪魔になり殺害される。
- 田所 佐知子：桜井日奈子（フルート奏者、田所大臣の末娘で和賀の婚約者）

和賀や父と共に三重県を旅行して、写真を撮影したことがあった。そのことが「三木」問題の発端となった。
- 吉村 弘：野村周平（渋谷西警察署 若手刑事）

今西とともに、身元不明男性の事件を追う。
- 早坂 琴美：黒木瞳（和賀が所属するマネジメント会社「早坂音楽事務所」社長）

和賀デビュー以降、和賀が音楽家としての活動を支えている。
- 三木 謙一：高嶋政伸（児童養護施設「亀嵩ひかり学園」職員）

三重県旅行中、田所父娘と一緒に撮影された和賀を見て、和賀に会いに行く。
- 山岡 友也：星田英利（捜査本部の刑事）

今西、吉村と共に和賀の事件を追う。
- 和賀 康介：升毅（和賀英良の父）

音楽家であり、実息・英良（秀夫ではない）を跡継ぎにしようとしたが急死、彼はそれを受け入れる事が出来ず…死亡届を出さずに実息の遺体を庭に埋めた。その後、出現した英良に年齢が近い秀夫を「英良」として育てた。
- 柄谷 正晃：温水洋一（コラム「ローカル線の旅」を執筆した新聞記者）

成瀬が中央線で捨てた紙吹雪の話を書いた。
- 片沢 陸郎：桐山漣（和賀の友人、「東京駅ハロウィンイベント」映像担当）

芸術家仲間。
- 武辺 豊一郎：須田邦裕（和賀の友人、「東京駅ハロウィンイベント」総合演出担当）

芸術家仲間。
- 藤田 太一郎：野間口徹（「亀嵩ひかり学園」園長）

三木の知人。
- 神崎 圭吾：佐野史郎（国立国語研究所技官、言語学者）

彼の話から秀夫にたどり着いた。
- 山内 和代：室井滋（秀夫の養子縁組先の知人）

彼女によれば、秀夫は弟妹が出来た後にぞんざいな扱いを受けたために逃亡したという。
- 今西 芳子：国仲涼子（今西の元妻）

離婚しているが、名字は変わらず。
- 折原 茂雄：平泉成（和賀康介の知人）
- 佐々木 誠：杉本哲太（捜査本部管理官）
- 岡本 多恵：泉ピン子（「亀嵩ひかり学園」元職員）
- 田所 重吉：北大路欣也（文部科学大臣）

その他
- 六角精児、相島一之、矢柴俊博、山田明郷、松金よね子、伊藤正之、日野陽仁、愛原実花、安田カナ、時任勇気、坂田直貴、優月心菜　ほか

#### スタッフ（2019年版）
- 構成：橋本忍、山田洋次
- 脚本：小峯裕之
- 演出：河毛俊作
- 音楽：Face 2 fAKE
- メインテーマ：眞鍋昭大
- 管弦楽：東京シティ・フィルハーモニック管弦楽団
  - 指揮指導：キハラ良尚
  - フルート指導：加藤佳奈子
  - ピアノ監修：浦壁信二、宇佐美元大
- 警察監修：石坂隆昌
- アクション指導：清家利一
- ロケ協力：島根県、島根フィルムコミッションネットワーク、奥出雲町、奥出雲町観光協会、益田市、益田市観光交流課・文化財課、浜田市、出雲市、出雲観光協会、呉市、呉地域フィルムコミッション、音戸町田原区自治会、長和町、JR西日本ロケーションサービス、今福線を活かす連絡協議会、わたらせ渓谷鐵道、仙川フィックスホール、学士会館、東京オペラシティ　ほか
- 技術協力：バスク
- プロデューサー：後藤博幸（フジテレビ）、荒井俊雄（フジテレビ）
- 制作著作：フジテレビ